# Норт Деланд (Флорида)
Норт Деланд (енгл. North DeLand) насељено је место без административног статуса у америчкој савезној држави Флорида.

## Демографија
По попису из 2010. године број становника је 1.450, што је 123 (9,3%) становника више него 2000. године.
| Група             | 2000.         | 2010.         |
| Белци             | 1.147 (86,4%) | 1.145 (79,0%) |
| Афроамериканци    | 34 (2,6%)     | 44 (3,0%)     |
| Азијати           | 23 (1,7%)     | 15 (1,0%)     |
| Хиспаноамериканци | 102 (7,7%)    | 201 (13,9%)   |
| Укупно            | 1.327         | 1.450         |